# Dilan Telkök
Dilan Telkök (* 16. September 1995 in Sakarya) ist eine türkische Schauspielerin.

## Leben und Karriere
Telkök wurde am 16. September 1995 in Sakarya geboren. Sie studierte an der Sakarya Üniversitesi. Ihr Debüt gab sie 2016 in der Fernsehserie Muhteşem Yüzyıl: Kösem. Anschließend bekam sie 2017 in der Serie Evlat Kokusu eine Hauptrolle.
Außerdem trat sie in Nerdesin Birader auf. Unter anderem spielte Telkök 2018 in 8. Gün mit. Unter anderem setzte sie ihre Karriere in Halka fort. Zwischen 2019 und 2020 wurde Telkök für die Serie Güvercin gecastet.
Seit 2019 ist sie mit dem Schauspieler Berkay Hardal verheiratet. Das Paar hat ein Kind.

## Filmografie
Serien
- 2016–2017: Muhteşem Yüzyıl: Kösem
- 2017: Evlat Kokusu
- 2017: Nerdesin Birader
- 2017–2018: Meryem
- 2018: 8. Gün
- 2019: Halka
- 2019–2020: Güvercin